# Троице-Гледенский монастырь
Троице-Гледенский монастырь — недействующий православный монастырь в селе Морозовица Великоустюгского района Вологодской области, в 4 км от Великого Устюга, при слиянии рек Сухона и Юг. Относится к Великоустюжской епархии Русской православной церкви.
Здания монастыря находятся в ведении Великоустюгского музея-заповедника.

## История
Достоверные сведения о монастыре, в то время небольшом и малобратном, появились в середине XVI века. В позднем житии Киприана Устюжского утверждается, что обитель существовала на этом месте ещё в домонгольское время. Достоверно известно, что монастырь занимает холм Глядень, где в средние века стоял русский город Гледен, заложенный, по локальному преданию, Всеволодом Большое Гнездо.

С ростом торговых оборотов устюжских купцов в XVII веке укреплялась и Гледенская обитель. В середине XVII века на средства купцов Грудцыных и с благословения митрополита Ионы Сысоевича она начала застраиваться кирпичными зданиями. В 1697 году в Троице-Гледенском монастыре учреждено архимандритское правление. В то время основание обители приурочивали к 1492 году: «Троицкай же Гледенский монастырь, скажут, архангелские помогали строить: хлебом ссужали и людей работных посылали церковной лес ронить и возить». 
Ныне существующий ансамбль монастыря сложился в конце XVII — первой половине XVIII века: сначала был построен двухстолпный Троицкий собор (по образу и подобию собора Архангельского монастыря в Устюге), затем — тёплая Тихвинская церковь с трапезной, церковь Успения Богоматери и больничная палата. В XVIII веке Тихвинская церковь была соединена с Троицким собором крытой галереей. Возведение каменной ограды не было завершено из-за нехватки денег.
В 1784 году были завершены работы по созданию местными мастерами жемчужины обители — нового иконостаса в барочном стиле, длившиеся восемь лет. Образцом при его создании послужил иконостас старого собора Яковлевского монастыря в Ростове. Иконостас сохранился и знаменит своей резьбой по дереву.
Монастырь был упразднён за малобратностью в 1841 году и приписан к Михайло-Архангельскому монастырю. Вновь открылся в 1912 году в качестве женской обители.
В 1925 году упразднён. Троицкий собор с иконостасом как памятник архитектуры закреплён за музеем, остальные монастырские постройки использовались под колонию для беспризорников, детский дом-изолятор, пересыльный пункт для раскулаченных, дом инвалидов, дом для престарелых.
В начале 1980-х годов здания переданы музею.
16 июля 2014 года Епископ Игнатий (Депутатов) распорядился образовать архиерейское подворье «Троице-Гледенский монастырь»

## Постройки
Сохранившиеся постройки:
- Собор Святой Живоначальной Троицы (1659—1701)
- Церковь Тихвинской иконы Божией Матери с трапезной (1729—1740)
- Церковь Успения Пресвятой Богородицы с больничной палатой (1729—1740)
- Сторожевая башня (1759—1763)
- Святые и Северные (хозяйственные) ворота.

## Настоятели
| \| - 1539—1558 игумен Пимен, - 1558—1588 игумен Мисаил, - 1588—1599 игумен Варсонофий, - 1599—1616 игумен Павел, - 1616—1618 игумен Мисаил, - 1620—1659 игумен Иона, - 1659—1674 игумен Афанасий, \| - 1674—1683 игумен Иосиф, - 1684—1690 игумен Андроник, - 1697—1721 архимандрит Филарет, - 1722—1737 архимандрит Иоасаф, - 1738—1757 архимандрит Сергий, - 1757—1765 архимандрит Мисаил, - 1765—1766 игумен Асигкрит, \| - 1766—1771 игумен Авраамий, - 1771—1794 игумен Геннадий, - 1794—1798 игумен Никон, - 1799—1809 игумен Герман, - 1809—1826 игумен Варлаам, - 1826—1840 игумен Пахомий, - 1840—1841 игумен Вениамин, - 1912—1925 игуменья Рипсимия. \| | | |
| - 1539—1558 игумен Пимен, - 1558—1588 игумен Мисаил, - 1588—1599 игумен Варсонофий, - 1599—1616 игумен Павел, - 1616—1618 игумен Мисаил, - 1620—1659 игумен Иона, - 1659—1674 игумен Афанасий, | - 1674—1683 игумен Иосиф, - 1684—1690 игумен Андроник, - 1697—1721 архимандрит Филарет, - 1722—1737 архимандрит Иоасаф, - 1738—1757 архимандрит Сергий, - 1757—1765 архимандрит Мисаил, - 1765—1766 игумен Асигкрит, | - 1766—1771 игумен Авраамий, - 1771—1794 игумен Геннадий, - 1794—1798 игумен Никон, - 1799—1809 игумен Герман, - 1809—1826 игумен Варлаам, - 1826—1840 игумен Пахомий, - 1840—1841 игумен Вениамин, - 1912—1925 игуменья Рипсимия. |